# Auchmeromyia bequaerti
Auchmeromyia bequaerti (лат.) — вид двукрылых из семейства каллифориды.

## Описание
Длина тела имаго 7—8 мм. Голова жёлтая с овальным чёрным пятном по бокам от места прикрепления усиков. Второй членик усиков в два раза короче третьего. Ротовая впадина оружена жёлтыми и чёрными щетинками. Ариста двусторонне опушённая. Затылок в жёлтых волосках. Среднеспинка буроватая, с широкими продольными пепельно-чёрными полосами. Ноги жёлтые. Бёдра средних ног без гребневидных щетинок (ктенидий). Первые два тергита брюшка жёлтые. Третий тергит жёлтый, с небольшим чёрным треугольным пятном. Четвёртый тергит чёрный, с узкой жёлтой полосой по переднему краю. Пятый тергит полностью чёрный. Пятый стернит брюшка сердцевидный.

## Экология
Личинки паразиты бородавочников и трубкозубов.

## Распространение
Встречается в Танзании, Демократической Республике Конго и Восточной Африке.